# Bible-service.net
Bible-service.net est le site internet du Service Biblique catholique Evangile et Vie - ou S.B.E.V..
Le SBEV est constitué de personnes qui désirent partager leur passion pour la Bible. Catholiques pour la plupart, ils se veulent respectueux des convictions religieuses et philosophiques de chacun. « Biblistes » diplômés, universitaires ou animateurs dans des quartiers, des lycées, des paroisses, ils aiment lire et faire lire.